# 踏み台攻撃
踏み台攻撃（ふみだいこうげき）は、インターネットでのネットワークセキュリティ分野において、第三者のコンピュータを乗っ取り利用するサイバー攻撃の手法のこと。そのコンピュータのことを踏み台と呼ぶ。なお英語では用語が一定していない。
また、外部からのアクセスを許可しないサーバーにアクセスするために設置される中継用のサーバのことも踏み台（踏み台サーバ）と呼び、英: en:jump host、英: en:bastion host に相当する。

## 概要
第三者のコンピュータやサーバを乗っ取り（正規の利用者の意に反した動作をさせ）、サイバー攻撃や迷惑メールの発信源に利用すること。また、その状態のコンピュータやサーバのことを踏み台という。他の踏み台への中継地点とする場合も指す。身近な道具に置き換えた説明の分かりやすさから、行政機関による告知やマスコミでよく使用される。

## 目的
かつて踏み台は、攻撃元の隠蔽を目的として使用されることが多かった。インターネットの初期段階から自然発生的に使用されていたので、古参技術者の使用例が多い。近年、Torなど、他の技術による攻撃元隠蔽技術が発達したことによって、攻撃の発信源を多数動員する目的で使用すること(DDoS攻撃での使用)が増えた。

## 攻撃の内容
コンピュータの乗っ取りは、IDとパスワードの奪取による乗っ取りと、コンピュータウイルス（マルウェア）の感染による乗っ取りに大別される。後者によって感染したコンピュータをゾンビコンピュータと呼ぶ。（管理権限を利用してゾンビコンピュータを遠隔操作するソフトウェアの設置を、バックドアの設置という。）また、踏み台となったコンピュータに攻撃の指示を送るサーバを「C&Cサーバ」（command and control server、指令・統制サーバ）と呼ぶ。
踏み台を利用した攻撃（踏み台攻撃）は、DDoS攻撃に利用されることが多々あるので、「踏み台攻撃」をDDoS攻撃の別称として扱う例も見られる。しかし、迷惑メールの発信やIDパスワード奪取の事例として掲載されることもあるので、「踏み台攻撃」とは必ずしもDos攻撃や迷惑メールだけに限定されるとは限らない。マイクロソフトは、「サポート終了のお知らせ」において、「知らず知らずの間にサイバー攻撃の「踏み台」となって、大事な取引先に多大な被害を与えることも、十分に起こりえる」、「踏み台となってウイルスをまき散らすこともある」と説明している。

## 用語
踏み台という用語は、「乗っ取られたコンピュータ」または「乗っ取りによる攻撃」を指す。乗っ取られたコンピュータの「状態」を指すのか、あるいは乗っ取ったコンピュータからによる「攻撃」を指すのかは明確に定義されていず、文脈により両方の意味で使われることが多い。キャノンITソリューソンズは「中継地点として利用されること」と両方の意味に取れる説明をしている。使用目的は、ウイルスの拡散、迷惑メールの発信、IDパスワード攻撃、発信元の隠蔽など幅広いので、より厳密な分類を必要とする場では、他の用語が使用される例も増えてきた。しかし、説明の分かりやすさから、今なお根強く使用されているセキュリティ用語である。
幅広い意味をもつので、対応する英語も一定していない。一般財団法人インターネット協会では、あくまで俗語であって正式な用語ではないことを断った上で、仮訳を "Third-Party Mail Relay" としている。Weblioの IT 用語辞典では "springboard" としている。